# Han-sur-Nied
Han-sur-Nied (Duits:Han an der Nied) is een gemeente in het Franse departement Moselle (regio Grand Est) en telt 209 inwoners (1999). De plaats maakt deel uit van het arrondissement Forbach-Boulay-Moselle.

## Geografie
De oppervlakte van Han-sur-Nied bedraagt 2,0 km², de bevolkingsdichtheid is 104,5 inwoners per km².
De onderstaande kaart toont de ligging van Han-sur-Nied met de belangrijkste infrastructuur en aangrenzende gemeenten.

## Demografie
Onderstaande figuur toont het verloop van het inwonertal (bron: INSEE-tellingen).